# Kisspórások
A kisspórások (Microsporidia) állati paraziták, melyeket sokáig a protozoonok vagy a protiszták közé tartozónak véltek. A közelmúltban sikerült egyértelműen tisztázni gombákkal való rokonságukat. Sejten belüli élősködők, mitokondriumaik és ostoraik általában nincsenek, mitoszómáik vannak. Terjesztő képleteik spórák, melyek mérete 1-40 μm, faluk vastag és ellenálló, részben kitinből épül fel. Benne egy sporoplazma nevű sejt, és egy feltekeredett rögzítőfonál található. Alkalmas gazdaszervezetbe jutva a rögzítőfonal kicsapódik a spórából, és injekciós tű módjára átdöfi a gazdasejt felszínét. Ezen keresztül jut a sporoplazma a sejt belsejébe, ahol intenzív ivartalan szaporodást folytat. Ivaros folyamataik is vannak, de nem kellően ismertek. Genomjuk kicsiny, a baktériumok genetikai kódjához hasonló méretű – például a Paramicrosporidium saccamoebae magi genomja 7,28 Mbp.
Többségük, mint például a Nosema fajok, rovarok és rákok élősködői, jelentős gazdasági károkat okoznak a méhészetben és a selyemlepke-tenyésztésben. Más fajaik nagy, de csak egyetlen fertőzött sejtből álló daganatokat képeznek halak szöveteiben. Az Encephalitozoon cuniculi a rágcsálók és a házi nyúl állományait tizedeli. Sok fajuk nem virulens, és morfológiailag rendkívül jól integrálódott a gazdasejtbe; ezeket ismerjük a legkevésbé.
A hét ismert genus (Encephalitozoon, Pleitoshora, Norsema, Vittaforma, Trachipleistophora, Branchiola, Enterocytozoon) több száz fajt tartalmaz, amelyek a legprimitívebb organizmusoktól kezdve az emberig képesek fertőzni. AIDS-től szenvedő páciensekben különösen súlyos lefolyást okoznak. A microsporidiumok fertőző alakja a fajra jellemző, külső hatásokra rezisztens, a fertőzött állat vagy ember székletével,vizeletével ürül.
Immunkompromittált betegekben súlyos, elhúzódó hasmenést, hepatitist, myositist, peritonitist és szisztémás fertőzést okozhat. Esetek kezelése nehéz, leginkább albendazol, szulfonamid javasolt.
Egyes kisspórások Chlamydiales-eredetű ATP/ADP-transzlokázzal rendelkeznek, más fajokban mitokondriumok találhatók – a P. saccamoebae mtDNS-e 25 401 bp – akár teljes vagy közel teljes elektrontranszportlánccal, emellett a magi DNS kódolhat az mtDNS által nem kódolt elektrontranszportlánc-fehérjéket is.

## Főbb csoportjai

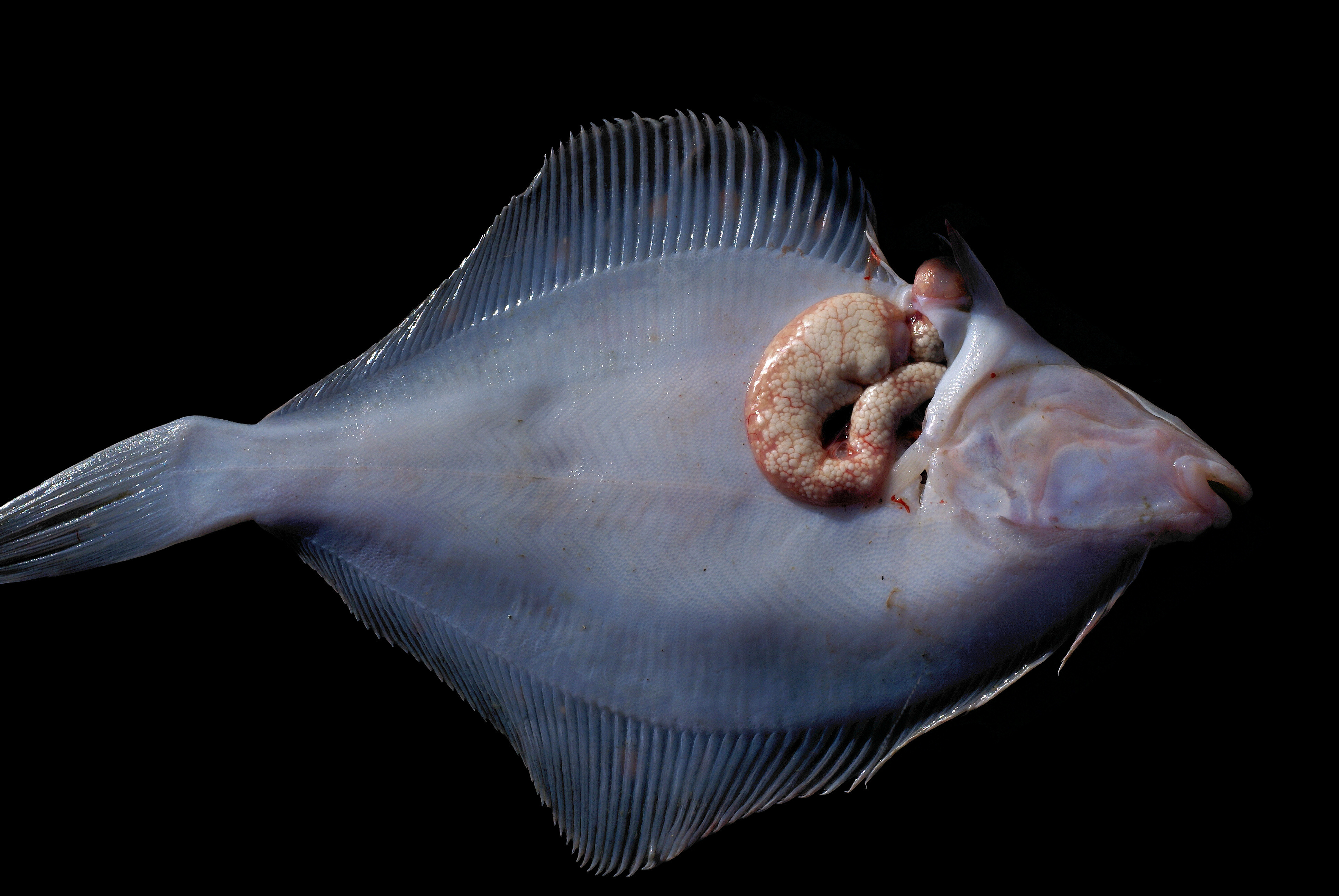
Glugea stephani fertőzés lepényhalban

- Alosztály: Dihaplophasea
  - Rend: Meiodihaplophasida
    - Főcsalád Thelohanioidea
      - Család Thelohaniidae
      - Család Duboscqiidae
      - Család Janacekiidae
      - Család Pereziidae
      - Család Striatosporidae
      - Család Cylindrosporidae

    - Főcsalád Burenelloidea
      - Család Burenellidae

    - Főcsalád Amblyosporoidae
      - Család Amblyosporidae

  - Rend Dissociodihaplophasida
    - Főcsalád Nosematoidea
      - Család Nosematidae
      - Család Ichthyosporidiidae
      - Család Caudosporidae
      - Család Pseudopleistophoridae
      - Család Mrazekiidae

    - Főcsalád Culicosporoidea
      - Család Culicosporidae
      - Család Culicosporellidae
      - Család Golbergiidae
      - Család Spragueidae

    - Főcsalád Ovavesiculoidea
      - Család Ovavesiculidae
      - Család Tetramicridae
- Alosztály Haplophasea
  - Rend Glugeida  Glugea stephani fertőzés lepényhalban
    - Család Glugeidae
    - Család Pleistophoridae
    - Család Encephalitozoonidae
    - Család Abelsporidae
    - Család Tuzetiidae
    - Család Microfilidae
    - Család Unikaryonidae

  - Rend Chyridiopsida
    - Család Chytridiopsida
    - Család Buxtehudiidae
    - Család Enterocytozoonidae
    - Család Burkeidae